# Serpaize
Serpaize ist eine französische Gemeinde mit 2.100 Einwohnern (Stand: 1. Januar 2022) im Département Isère in der Region Auvergne-Rhône-Alpes. Sie gehört zum Arrondissement Vienne und zum Kanton Vienne-1. 

## Geographie
Die Gemeinde Serpaize liegt auf einem Plateau etwa fünf Kilometer nordöstlich von Vienne und etwa 23 Kilometer südsüdöstlich von Lyon, das nach Norden sanft zum Sévenne-Tal, nach Süden steil zum Véga-Tal abfällt. Umgeben wird Serpaize von den Nachbargemeinden Villette-de-Vienne im Norden, Luzinay im Nordosten, Septème im Osten, Pont-Évêque im Süden, Vienne im Südwesten sowie Chuzelles im Westen und Nordwesten. Im Norden hat die Gemeinde einen Anteil an einem Erdöl-Tanklager.

## Geschichte
Als Gemeinde besteht Serpaize seit 1926.

## Bevölkerungsentwicklung
| Jahr                       | 1962 | 1968 | 1975 | 1982 | 1990 | 1999 | 2011 | 2021 |
| -------------------------- | ---- | ---- | ---- | ---- | ---- | ---- | ---- | ---- |
| Einwohner                  | 443  | 393  | 479  | 950  | 1159 | 1240 | 1559 | 2108 |
| Quellen: Cassini und INSEE |      |      |      |      |      |      |      |      |

## Sehenswürdigkeiten

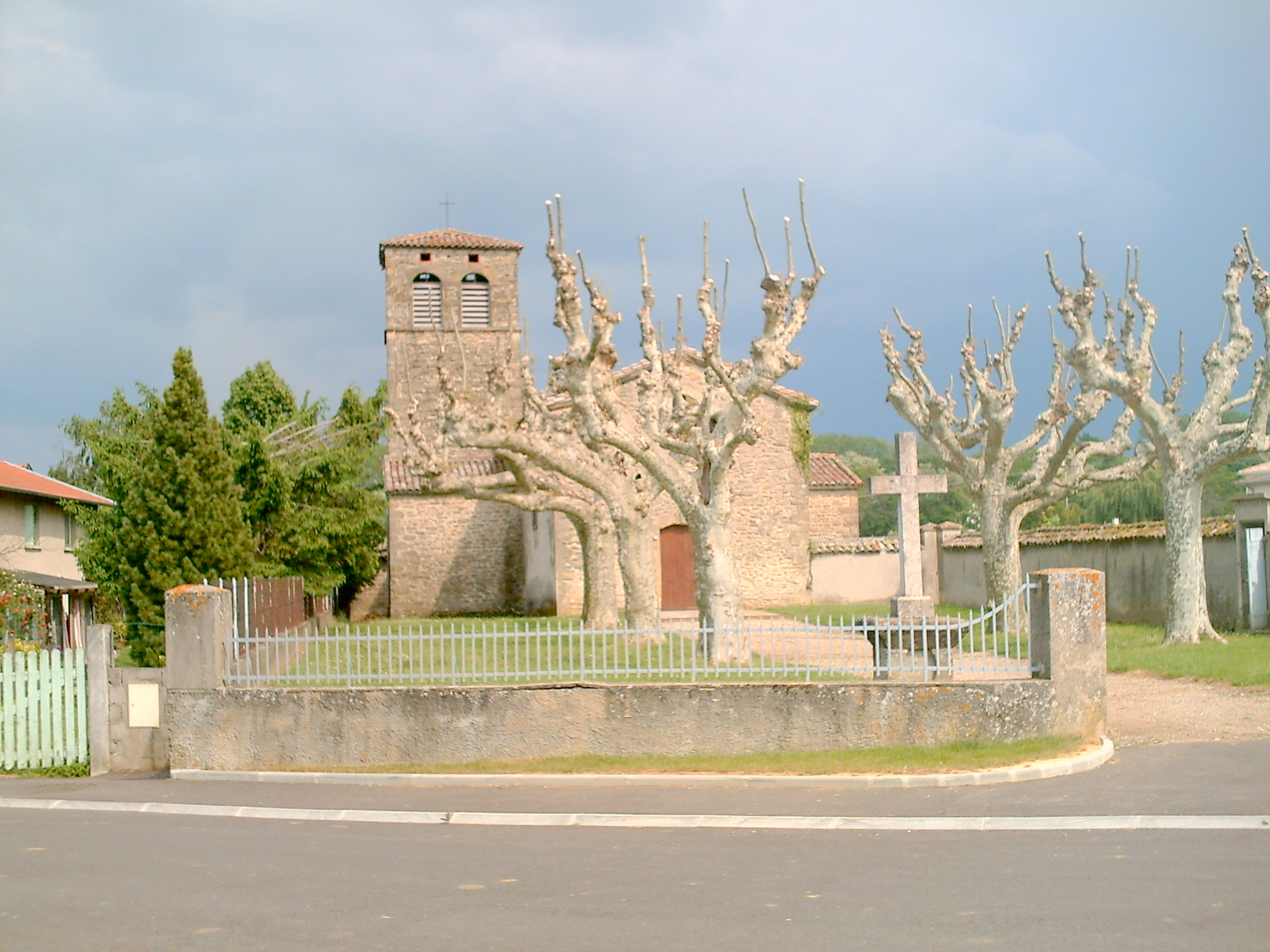
Kirche Saint-Roch

- Kirche Saint-Roch
- Wasserturm